# Rei de Lituània
| Moneda commemorativa de 200 litas dedicada al 750 aniversari de la coronació de Mindaugas |  | Moneda commemorativa de 200 litas dedicada al 750 aniversari de la coronació de Mindaugas |
| Moneda commemorativa de 200 litas dedicada al 750 aniversari de la coronació de Mindaugas |  |                                                                                           |

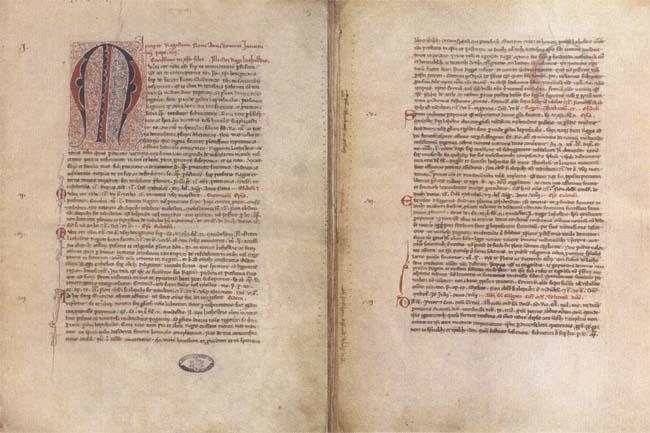
La butlla papal respecte a la col·locació de Lituània sota la jurisdicció del bisbe de Roma.

Rei de Lituània és el títol, reconegut pel papa Innocenci IV que va emetre un butlla anunciant la creació del Regne de Lituània. El primer d'aquests sobirans va ser Mindaugas,(en lituà:Lietuvos Karalius) coronat com rei de Lituània el 6 de juliol de 1253; els seus successors, tanmateix, tenien el títol de Gran Duc i la religió va tornar a ser el paganisme fins cap al final del segle xiv. Malgrat això, els governants del Gran Ducat de Lituània s'anomenaven a ells mateixos Rex (rei en llatí). Això va ser àmpliament acceptat, i Gediminas va usar aquest títol a la seva correspondència mentre intentava sortir de la pressió de l'Orde Teutònic i negociar directament amb el papa la cristianització de Lituània, evitant fer-ho a través dels països veïns.
El 1430, el títol de Rei de Lituània li va ser lliurat al Gran Duc Vytautas, però els seus intents de ser coronat no van tenir èxit, ja que els nobles polonesos van interceptar la Corona real en el seu camí cap al rei. La van declarar com a «perduda». Per a aquest temps, Lituània ja era de religió cristiana.
El tercer i últim rei lituà va ser coronat el 1918, quan Lituània estava ocupada per Alemanya i el país dominat cercava la seva independència. Els lituans van decidir escollir el noble alemany Wilhem of Urach com a Mindaugas II, pensant que així Alemanya deixaria més ràpida el país obtenint d'aquesta forma la desitjada independència. Tanmateix, Alemanya va perdre la guerra, i Lituània es va transformar en una república independent el 2 de novembre de 1918.